# Berkshire megye
Berkshire megye az Amerikai Egyesült Államokban, azon belül Massachusetts államban található. Megyeszékhelye és legnagyobb városa Pittsfield. Lakosainak száma 129 026 fő (2020. április 1.). Berkshire megye Bennington, Franklin, Hampshire, Hampden, Litchfield, Dutchess, Columbia, Rensselaer és Northwest Hills Planning Region megyékkel határos.

## Népesség
A megye népességének változása:
| Lakosok száma | 131 257 | 130 501 | 130 120 | 129 585 | 127 828 | 124 944 | 129 026 |
|               | 2010    | 2011    | 2012    | 2013    | 2015    | 2019    | 2020    |